# Roberto La Rocca
Robert La Rocca (ur. 9 lipca 1991 roku w Caracas) – wenezuelski kierowca wyścigowy.

## Kariera
Robert karierę w wyścigach samochodowych rozpoczął w roku 2008, w serii Skipa Barbera (jej południowa edycja). Zdobyte wówczas punkty sklasyfikowały go na 4. miejscu. W sezonie 2009 wystartował w narodowym cyklu, w której jednak nie zdobył punktów. W 2011 roku brał udział w Mistrzostwach F2000. Wenezuelczyk dwukrotnie stanął na podium, kończąc zmagania na 5. pozycji. Wystartował także w jednej rundzie Formuły Contidental SCAA południowej dywizji. Oba wyścigi zakończył w czołowej trójce, w tym jeden na pierwszej lokacie, dzięki czemu rywalizację ukończył na 8. pozycji.
Na przełomie 2011 i 2012 roku wziął udział w zimowej edycji Formuły Challenge Pro Mazda.  Dorobek ponad czterdziestu punktów zapewnił mu 6. miejsce w końcowej klasyfikacji. W sezonie 2012 ponownie zaangażował się w F2000. W zespole HP-Tech zdominował rywalizację, zwyciężając 11 z 14 wyścigów, a także 12 pole position oraz najszybszych okrążeń. Poza tym zaliczył 12 z 16 wyścigów serii European F3 Open. La Rocca sześciokrotnie sięgał po punkty, w tym pięciokrotnie będąc w czołowej szóstce. W ogólnej punktacji uplasował się na 10. miejscu.
W latach 2012–2013 Robert startował w barwach Hitech Racing Brazi w otwartych mistrzostwach Brazylii kategorii F3. W pierwszym roku zajął drugie miejsce w wyścigu kwalifikacyjnym, jednak wyścigu nie ukończył. W drugim był jednym z czołowych zawodników, będąc najlepszym w trzecim starcie oraz wyścigu kwalifikacyjnym oraz na drugiej pozycji startu pierwszego i drugiego. W finałowym wyścigu ponownie jednak zmagań nie ukończył. Jako że odpadł z wyścigu na pięć okrążeń przed metą, został sklasyfikowany na 4. pozycji.
W sezonie 2013, po zakończeniu rundy na torze Mugello Circuit, Wenezuelczyk podpisał kontrakt z brytyjską ekipą Comtec by Virtuosi, na starty w Auto GP World Series. W ciągu sześciu wyścigów, w których wystartował, uzbierał łącznie 20 punktów. Dały mu one 15 miejsce w klasyfikacji generalnej.

## Statystyki
| Sezon     | Seria                                | Zespół               | Wyścigi | PP | Zwycięstwa | Podium | NO | Punkty | Pozycja |
| --------- | ------------------------------------ | -------------------- | ------- | -- | ---------- | ------ | -- | ------ | ------- |
| 2008/2009 | Skip Barber Southern Regional Series |                      |         |    |            |        |    | 281    | 4       |
| 2009      | Skip Barber National Championship    |                      | 10      | 0  | 0          | 0      | 0  | 0      | NS      |
| 2011      | F2000 Championship Series            | HP-Tech              | 14      | 0  | 0          | 0      | 2  | 336    | 5       |
| 2012      | F2000 Championship Series            | HP-Tech              | 14      | 11 | 10         | 12     | 13 | 626    | 1       |
| 2012      | European F3 Open                     | Team West-Tec F3     | 12      | 0  | 0          | 0      | 0  | 44     | 10      |
| 2012      | Formula 3 Brazil Open                | Hitech Racing Brazil | 1       | 0  | 0          | 0      | 0  | N/A    | NS      |
| 2013      | Formula 3 Brazil Open                | Hitech Racing Brazil | 1       | 0  | 0          | 0      | 0  | N/A    | 4       |
| 2013      | Auto GP World Series                 | Comtec by Virtuosi   | 6       | 0  | 0          | 0      | 0  | 20     | 15      |